# Горовье, Иштван
Иштван Горовье (венг. Gorove István; 1819—1881) — венгерский экономист, политик и государственный деятель; член Венгерской академии наук.

## Биография
Иштван Горовье родился 20 августа 1819 года в городе Пеште.
Во время революция 1848—1849 годов в Венгрии Горовье примкнул к партии Лайоша Кошута, в 1848 году заседал в пресбургском сейме, а после подавления революции бежал за границу.
Вернувшись в 1861 году на родину, Иштван Горовье скоро занял видное положение в партии Ференца Деака и в 1867 году получил в кабинете Дьюла Андраши портфель министра земледелия, торговли и ремесел, а затем и путей сообщения.
В 1871 году он вышел в отставку и с 1876 года стоял во главе Либеральной партии Венгрии (известна также как Партия 1867 года).
За заслуги перед отечеством был отмечен орденами Леопольда и Железной короны.
Иштван Горовье умер 31 мая 1881 года в городе Будапеште.
Среди его публицистических трудов наиболее известны «Nyugot» (Запад) и «Nemzetiség» (национальность).